# Малый Багряж
 Малый Багряж  — деревня в Альметьевском районе Татарстана. Входит в состав Багряж-Никольского сельского поселения.

## География
Находится в юго-восточной части Татарстана на расстоянии приблизительно 40 км на запад от районного центра города Альметьевск у речки Багряжка.

## История
Основана в первой четверти XVIII века, упоминалась также как Багряш Курень Малый и Николаевское Курень Багряш.

## Население
Постоянных жителей было: в 1782 году- 23, в 1859 — 54, в 1870 — 69, в 1913—160, в 1926—180, в 1938—162, в 1949—195, в 1958—115, в 1970 — 70, в 1979 — 49, в 1989 — 13, в 2002 — 6 (русские 83 %), 2 в 2010.